# تاناوندا (نیویورک)
تاناوندا (به انگلیسی: Tonawanda) شهری در شهرستان ایری ایالت نیویورک است که در سرشماری سال ۲۰۱۰ میلادی، ۱۶۱۳۶ نفر جمعیت داشته است. تاناوندا، به‌طور رسمی در تاریخ ۱۹۰۴ میلادی به‌عنوان یک شهر شناخته شد.